# روبرت هيو فيريل
روبرت هيو فيريل (بالإنجليزية: Robert H. Ferrell)‏ هو كاتب سير ومؤرخ أمريكي، ولد في 8 مايو 1921 في كليفلاند في الولايات المتحدة، وتوفي في 8 أغسطس 2018.